# Scatogera primogenita
Scatogera primogenita är en tvåvingeart som beskrevs av Albuquerque 1984. Scatogera primogenita ingår i släktet Scatogera och familjen kolvflugor.
Artens utbredningsområde är Ecuador. Inga underarter finns listade i Catalogue of Life.